# Johnny & Associates
Johnny & Associates, Inc. (株式会社ジャニーズ事務所?, Kabushikigaisha Janīzu Jimusho) è stata un'agenzia di talenti fondata da Johnny Kitagawa (il cui vero nome è Hiromu Kitagawa) e sua sorella Mary nel 1962, ed ufficialmente inaugurata nel gennaio 1975. Johnny & Associates allena e promuove gruppi di giovani idol di sesso maschile, collettivamente chiamati "Johnny's" (ジャニーズ?, Janīzu), in Giappone. Dell'azienda fa parte anche l'etichetta discografica J-Storm fondata nel 2001, attraverso la quale sono pubblicati i dischi della maggior parte degli artisti dell'agenzia.

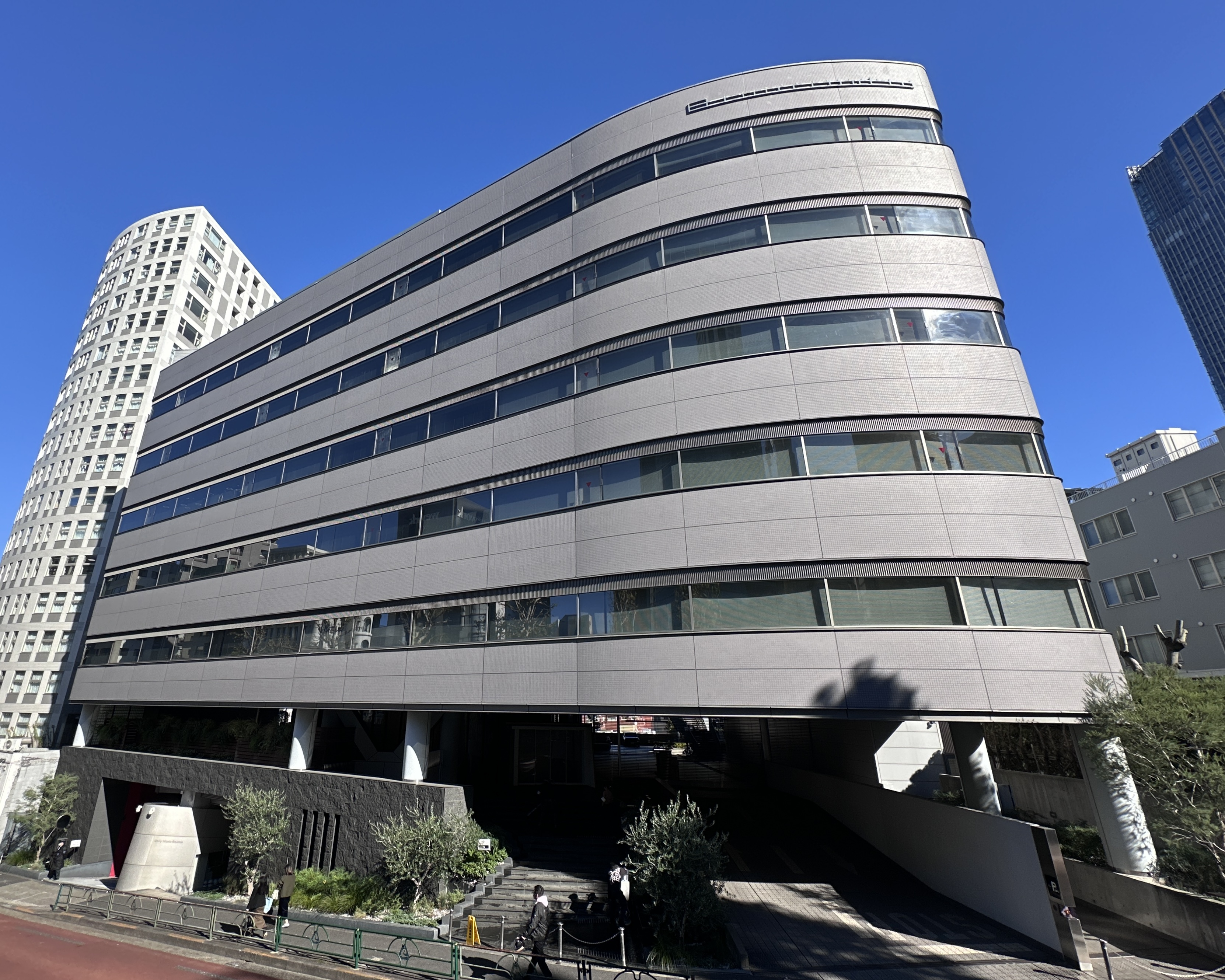
Sede della Johnny & Associates

L'azienda recluta bambini di età inizialmente compresa fra gli 8 ed i 10 anni, a cui vengono impartite lezioni di canto, danza e recitazione: una volta raggiunta la prima adolescenza saranno introdotti nel mondo dello spettacolo principalmente in forma di boy band e lanciati non soltanto sul mercato discografico, ma anche in programmi televisivi (serie TV in formato dorama) o radiofonici, spot pubblicitari, film ed altro.
A causa del successo dell'agenzia e del suo quasi monopolio nel settore, spesso gli idol maschili vengono colloquialmente chiamati "Johnny", anche se effettivamente non fanno parte dell'agenzia.
I tirocinanti appena entrati nell'azienda vengono collettivamente identificati come Johnny's Jr.

## Storia
Nel 1962-64 Kitagawa lancia il suo primo gruppo chiamato Johnnys, dovrà tuttavia attendere fino al 1968 per avere il suo primo autentico successo di mercato con i Four Leaves: da allora in poi è stato tutto un susseguirsi di successi, lanciando anche vari cantanti solisti tra cui Masahiko Kondo nel 1980 e band come Hikaru Genji.
Il 1991 ha visto il debutto degli SMAP, il primo gruppo ad uscire decisamente dall'ambito limitato della canzone per entrare in molte altre aree d'intrattenimento, quali ospiti stabili di programmi televisivi e radiofonici, modelli in spot pubblicitari ed infine anche attori in vari dorama e film TV.
Nel 1997 l'agenzia ha creato una propria etichetta discografica, la Johnny Entertainment.
Nel 1999 il settimanale giapponese Shukan Bunshun iniziò a pubblicare tutta una serie d'articoli riguardanti ex tirocinanti (all'epoca neppure adolescenti) dell'agenzia che sarebbero stati vittima di abusi sessuali e costretti a partecipare a festini a base di alcolici e tabacco.
A parte Shukan Bunshun, nessuno dei principali media giapponesi ha coperto la notizia delle accuse, l'udienza in Parlamento o la causa contro Kitagawa. Il New York Times ha poi attribuito questa mancanza di copertura all'influenza dell'agenzia sui media giapponesi e alle amicizie politiche di Kitagawa. Appena il tabloid Shukan Bunshun iniziò la pubblicazione della serie, la "Johnny & Associates" negò alla rivista e tutti gli altri media di proprietà della sua organizzazione madre l'accesso ai suoi artisti.
Dopo un lungo contenzioso, nel 2002 la Corte distrettuale di Tokyo assegnò a Kitagawa un risarcimento di 8,8 milioni di yen contro Shukan Bunshun, ritenendo che gli articoli lo diffamassero. Shukan Bunshun fece appello contro la sentenza. In un parziale ribaltamento della corte distrettuale, l'Alta Corte di Tokyo nel 2003 stabilì cheil giornale aveva effettivamente diffamato Kitagawa, tuttavia, stabilì che il contenuto diffamatorio degli articoli era limitato alle accuse di aver fornito alcolici e tabacco ai minori. La corte stabilì altresì che Shukan Bunshun aveva sufficienti motivi per accettare come attendibili e pubblicare le accuse di violenza sessuale ai danni degli ex Johnny's Jr. Kitagawa ha presentato ricorso contro questa decisione alla Corte Suprema ma nel 2004, la corte ha respinto il suo ricorso.
Poco dopo la morte di Kitagawa nel luglio 2019, Shūkan Bunshun ha pubblicato un'altra accusa di violenza sessuale da parte di un ex Johnny Jr. che affermava che il suo primo bacio era stato con Kitagawa e che, poiché aveva resistito alle sue avances, era stato relegato nell'angolo del palco durante le esibizioni. Nel gennaio 2021 anche Koki Maeda, ex membro dei 7 Men Samurai, ha dichiarato in un'intervista ad Arama! Japan di essere "certo" che ci fossero rapporti sessuali tra Kitagawa e i Johnny's Jr. perché solo lui "aveva il privilegio di decidere chi meritava di debuttare." Ma pochi minuti dopo la pubblicazione dell'intervista, Maeda ritrattò la sua dichiarazione.
Nel marzo 2023, la BBC ha pubblicato un documentario sulle accuse di molestie sessuali perpetrate da Kitagawa: "Predator: The Secret Scandal of J-Pop", presentato da Mobeen Azhar. Oltre agli stupri un ex Johnny's Jr ha dichiarato di essere riuscito a sopportare le aggressioni sessuali in cambio della possibilità di diventare ricco, adorato e famoso, ma di essersi "ritirato" quando Kitagawa gli ha chiesto di iniziare ad iniettarsi ormoni femminili. Gli ormoni avrebbero dovuto mantenerlo basso e androgino, caratteristiche fisiche che Kitagawa prediligeva.
Nell'aprile 2023, il musicista ed ex Johnny's Jr. Kauan Okamoto ha dichiarato in una conferenza stampa tenutasi al Club dei corrispondenti esteri del Giappone di essere stato stuprato ripetutamente da parte di Kitagawa in diverse occasioni tra il 2012 e il 2016 e ha invitato la direzione dell'agenzia a riconoscere i crimini commessi al suo interno. Okamoto ha stimato che tra i 100 e i 200 ragazzi furono invitati a casa di Kitagawa durante gli anni della sua permanenza alla "Johnny & Associates", e ha affermato che quando Kitagawa diceva ad uno dei suoi ospiti di andare a letto presto, tutti sapevano che "era il suo turno". Più tardi quel mese, NHK ha riferito che  "Johnny & Associates" stava intervistando i propri dipendenti e aveva inviato un documento ai partner commerciali asserendo che stavano esaminando le accuse.
Malgrado la diffusione del documentario della BBC i principali media giapponesi hanno continuato a tacere la notizia per mesi, ma questa si è gradualmente diffusa su internet grazie al passaparola social.
Nel luglio 2023, il gruppo delle Nazioni Unite per i diritti umani ha indagato sugli abusi di Kitagawa presso l'agenzia. Un'indagine indipendente istituita da "Johnny & Associates" ha poi riportato i risultati della loro indagine il 29 agosto 2023, e ha chiarito che "Kitagawa ha commesso ripetutamente abusi sessuali dall'inizio degli anni '70 fino alla metà degli anni '10". Il gruppo di indagine ha raccomandato a Fujishima di dimettersi dal suo incarico di presidente della società e che la società stessa dovesse accettare le denunce di abuso e fare ammenda. Il 7 settembre 2023, Johnny & Associates ha riconosciuto formalmente per la prima volta gli abusi di Kitagawa.
Dal settembre 2023 è stato annunciato che molte grandi aziende come Suntory e McDonald's che avevano precedentemente stipulato contratti con Johnny & Associates per campagne pubblicitarie o promozionali hanno deciso di ritirare o non rinnovare i loro contratti in risposta allo scandalo. Suntory ha richiesto dei piani di riparazione per le vittime stabilendoli come prerequisiti per ristabilire la partnership. Diversi importanti organi di stampa, tra cui la NHK (la rete pubblica nipponica), hanno emesso pubblici mea culpa in riconoscimento dei loro anni di silenzio che hanno effettivamente consentito agli abusi sessuali di Kitagawa di continuare senza sosta. Mobeen Azhar è stato premiato dal Club dei corrispondenti esteri del Giappone (FCCJ) per la copertura dello scandalo, che è stato paragonato all'assassinio di Shinzo Abe, citando il silenzio dei media sugli abusi sistematici.
Il 2 ottobre 2023 è stato annunciato in una conferenza stampa che la società cambierà il proprio nome in "SMILE-UP." (prendendo il nome dal proggetto di beneficenza della società nel 2020) in risposta alle lamentele espresse degli sponsor per risarcire le vittime. Il nuovo presidente (l'ex idol e attore Noriyuki Higashiyama, sul quale pendono già accuse di molestie e insabbiamento) ha annunciato la formazione di un comitato per supervisionare gli indennizzi ed ha ammesso che fin'ora la compagnia ha ricevuto richieste di risarcimento da 478 ex-Johnny's Jr., mentre una nuova azienda sarebbe fondata per gestire i suoi talenti. 
Smile Up continuerà ad esistere sotto la proprietà di Fujishima ed eventualmente chiuderà una volta che tutte le richieste di risarcimento per le vittime di violenze sessuali, che erano 325 al tempo del annuncio, sarebbero state processate. Il 22 Novembre 2023, la società iniziò a risarcire le prime 35 vittime dello scandalo di molestie sessuali mentre Smile-Up! ricevette delle denunce da 834 persone fino al 22 novembre 2023, affermando di essere state molestate da Kitagawa.
Higashiyama disse ai giornalisti che gli artisti che lavoreranno per l'allora anonima nuova società di gestione, "avranno la libertà di seguire le proprie strade di carriera senza essere ristretti o interamente dipendenti dalla società." Venne anche annunciato che ogni traccia del nome "Johnny", tra cui le società correlate e sezioni della società come Johnny's Island e J-Storm e gruppi come i Johnny's West e i Kanjani Eight, subirebbero dei cambiamenti per rimuovere ogni traccia del nome Johnny's. Higashiyama affermò che "tutto ciò che ha il nome Johnny's deve andare via," mentre Fujishima, che non era presente alla conferenza stampa del 2 ottobre, disse che lei volle "cancellare tutto ciò che rimane di Johnny da questo mondo."
Venne rivelato l'8 december 2023, che la nuova azienda di gestione di artisti si chiamerà "Starto Entertainment", un nome che unisce la parola star e il carattere hiragana と (to), con il significato di quest'ultima di essere "verso il futuro". Il nome della nuova azienda venne deciso dopo la revisione di 140,156 richieste dai fan. Come detto precedentemente, Higashiyama avrebbe rimpiazzato Fujishima sia nella nuova società di gestione artisti che come presidente di quella originale, ma Higashiyama rifiutò il ruolo in quella nuova. Atsushi Fukuda, presidente di un'azienda di consulenza, sarà nominato presidente della Starto.

## Artisti
Tra i principali gruppi e solisti lanciati e facenti parte del circolo dei Johnny si possono citare:
- 1964: Johnnys
- 1968: Four Leaves
- 1972: Hiromi Go
- 1980: Masahiko Kondo
- 1985: Shōnentai
- 1987: Hikaru Genji
- 1991: SMAP
- 1994: Tokio
- 1995: V6
- 1997: KinKi Kids
- 1999: Arashi
- 2002: Tackey & Tsubasa
- 2003: NEWS
- 2004: Kanjani8
- 2006: KAT-TUN
- 2007: Hey! Say! JUMP
- 2010: NYC
- 2010: Hiroki Uchi come solista
- 2010: Jin Akanishi come solista[9][10]
- 2011: Kis-My-Ft2
- 2011: Tomohisa Yamashita come solista
- 2011: Sexy Zone
- 2012: A.B.C-Z
- 2012: Yūma Nakayama come solista
- 2014: Johnny's WEST
- 2018: 4U
- 2018: King & Prince
- 2020: SixTONES
- 2020: Snow Man
- 2021: Naniwa Danshi
- 2022: Travis Japan

In aggiunta a questi vi sono stati anche gruppi temporanei, come Shūji to Akira nel 2005, i Kitty GYM nel 2006 e i Lands nel 2011
L'unico gruppo femminile lanciato dall'agenzia è rappresentato dalle Orange Sisters, gruppo composto da cinque ragazze lanciato nel 1980.
Altri artisti collegati all'agenzia ma che però non hanno mai debuttato come cantanti sono Tōma Ikuta e Shunsuke Kazama.
Hanno poi collaborato a eventi e manifestazioni quand'erano ancora tirocinanti.
- 2002: Ya-Ya-yah
- 2007: Hey! Say! 7
- 2009: Yuma Nakayama w / B.I.Shadow
- 2009: NYC boyz